# Bokrétás András
Bokrétás András (Pécs, 1899. szeptember 23. – Pécs, 1977. augusztus 27.) belgyógyász, tüdőgyógyász, egyetemi magántanár.

## Élete
Bokrétás Károly vármegyei hivatalszolga és Keserű Borbála fiaként született. Középiskolai tanulmányait 1909 és 1917 között a Ciszterci Rend Pécsi Római Katolikus Főgimnáziumában végezte. A budapesti Pázmány Péter Tudományegyetem Orvostudományi Karán avatták orvosdoktorrá 1924. december 6-án. 1925-től a pécsi Erzsébet Tudományegyetem I. sz. Belgyógyászati Klinikájának tanársegéde. 1933 novemberében megbízták a mohácsi Szent László Kórház vezetésével. 1935 júniusában visszatért Pécsre. 1935-ben jogosulttá vált a röntgen- és rádiumsugaras eljárások szakorvosi cím használatára. 1940-ben a felnőtt kor fertőzéses betegségei című tárgykörből egyetemi magántanárrá habilitálták. 1945-től 1968-ig, nyugdíjazásáig a Baranya Megyei TBC Gondozóintézet igazgató főorvosa volt.
A pécsi köztemetőben nyugszik.

## Művei
- Megfigyelések a lues serodiagnostikájában. (Orvosi Hetilap, 1929, 6.)
- Az encephalitis epidemica ritka esete. (Orvosi Hetilap, 1930, 6.)
- A filariasisról. (Orvosi Hetilap, 1932, 36.)
- A cholesterin egyszerű gravimetriás meghatározása torsio-mérlegen. Jendrassik Loránddal. (Magyar Orvosi Archivum, 1935.)
- A fehérvérsejtek cholesterin ingadozása acut fertőző betegségekben. (Orvosi Hetilap, 1936, 49.)
- A silicosisról. (Népegészségügy, 1948)

## Díjai, elismerései
- Munka Érdemrend bronz fokozata (1965)[9]
- Munka Érdemrend ezüst fokozata (1970)